# Ivan Dejanov
Ivan Dejanov (16 dicembre 1937 – 26 settembre 2018) è stato un calciatore bulgaro, di ruolo portiere.

## Carriera
Con la Nazionale bulgara ha preso parte ai Mondiali 1966.

## Palmarès

### Club

#### Competizioni nazionali
- Campionato bulgaro: 1

Lokomotiv Sofia: 1963-1964